# Campeonato Amapaense de Futebol
O Campeonato Amapaense de Futebol é uma competição anual de clubes de futebol a nível estadual organizada pela Federação Amapaense de Futebol (FAF) e disputada por clubes do Amapá, popularmente apelidado de Amapazão. A competição é organizada em duas divisões denominadas "Série A" e "Série B".

## História
O Campeonato Amapaense de Futebol foi criado oficialmente em 1944, um ano depois do Amapá ter sido desmembrado do Pará e se tornado o território federal do Amapá. Organizado pela Federação Amapaense de Futebol, o torneio foi realizado em caráter amadori até 1990. Essa fase foi dominada por Macapá e Amapá, que venceram a competição, respectivamente, em 16 e 10 oportunidades.
A partir de 1991, com a elevação do território do Amapá à categoria de unidade federativa brasileira, o Amapaense foi profissionalizado. A primeira final em âmbito profissional foi disputada pelos mesmos clubes que dominaram o futebol no estado durante o amadorismo, e novamente o Macapá foi o primeiro campeão.
Desde a era profissional, Ypiranga e o Santos têm sido os clubes mais bem sucedidos na competição. Enquanto o primeiro já somou 9 conquistas, o segundo venceu outras 7 vezes.
Incluindo as fases amadora e profissional do Amapense, o Macapá permanece como o maior número de títulos, totalizando 16 taças, dos quais um hexacampeonato (entre 1954 e 1959). Já no período profissional, a maior sequência de títulos pertence ao Santos, com um pentacampeonato (de 2013 a 2017).

## Campeões

### Fase amadora
| Ano  | Finalistas       | Finalistas    |
| Ano  | Campeão          | Vice-campeão  |
| ---- | ---------------- | ------------- |
| 1944 | Panair (1)       | Cumaú         |
| 1945 | Amapá (1)        | Panair        |
| 1946 | Macapá (2)       | desconhecido  |
| 1947 | Macapá (3)       | desconhecido  |
| 1948 | Macapá (4)       | desconhecido  |
| 1949 | Não disputado    | Não disputado |
| 1950 | Amapá (2)        | desconhecido  |
| 1951 | Amapá (3)        | desconhecido  |
| 1952 | Trem (1)         | Macapá        |
| 1953 | Amapá (4)        | São José      |
| 1954 | Macapá (5)       | desconhecido  |
| 1955 | Macapá (6)       | desconhecido  |
| 1956 | Macapá (7)       | desconhecido  |
| 1957 | Macapá (8)       | desconhecido  |
| 1958 | Macapá (9)       | desconhecido  |
| 1959 | Macapá (10)      | desconhecido  |
| 1960 | Santana (1)      | Trem          |
| 1961 | Santana (2)      | desconhecido  |
| 1962 | Santana (3)      | desconhecido  |
| 1963 | CEA Clube (1)    | Amapá         |
| 1964 | Juventus (1)     | Independente  |
| 1965 | Santana (4)      | Independente  |
| 1966 | Juventus (2)     | desconhecido  |
| 1967 | Juventus (3)     | desconhecido  |
| 1968 | Santana (5)      | desconhecido  |
| 1969 | Macapá (11)      | Ypiranga      |
| 1970 | São José (1)     | desconhecido  |
| 1971 | São José (2)     | Macapá        |
| 1972 | Santana (6)      | São José      |
| 1973 | Amapá (5)        | Macapá        |
| 1974 | Macapá (12)      | Guarany       |
| 1975 | Amapá (6)        | Macapá        |
| 1976 | Ypiranga (1)     | Santana       |
| 1977 | Guarany (1)      | Amapá         |
| 1978 | Macapá (13)      | Guarany       |
| 1979 | Amapá (7)        | Trem          |
| 1980 | Macapá (14)      | desconhecido  |
| 1981 | Macapá (15)      | Independente  |
| 1982 | Independente (1) | Amapá         |
| 1983 | Independente (2) | desconhecido  |
| 1984 | Trem (2)         | desconhecido  |
| 1985 | Santana (7)      | Trem          |
| 1986 | Amapá (8)        | Trem          |
| 1987 | Amapá (9)        | Trem          |
| 1988 | Amapá (10)       | Independente  |
| 1989 | Independente (3) | Amapá         |
| 1990 | Amapá (11)       | Cristal       |

## Títulos

### Por equipe
| Clube        | Campeão | Anos do Título                                                                                  | Vice | Anos do Vice                                          |
| ------------ | ------- | ----------------------------------------------------------------------------------------------- | ---- | ----------------------------------------------------- |
| Macapá       | 16      | 1944, 1946, 1947, 1948, 1954, 1955, 1956, 1957, 1958, 1959, 1969, 1974, 1978, 1980, 1981 e 1991 | 8    | 1945, 1952, 1971, 1973, 1975, 1994, 2013 e 2017       |
| Amapá        | 11      | 1945, 1950, 1951, 1953, 1973, 1975, 1979, 1986, 1987, 1988 e 1990                               | 9    | 1963, 1977, 1982, 1989, 1991, 1993, 1998, 2005 e 2006 |
| Trem         | 10      | 1952, 1984, 2007, 2010, 2011, 2021, 2022, 2023, 2024 e 2025                                     | 8    | 1960, 1979, 1985, 1986, 1987, 1992, 2015 e 2016       |
| Ypiranga     | 10      | 1976, 1992, 1994, 1997, 1999, 2002, 2003, 2004, 2018 e 2020                                     | 3    | 1969, 2012 e 2019                                     |
| Santana      | 7       | 1960, 1961, 1962, 1965, 1968, 1972 e 1985                                                       | 4    | 1976, 2009, 2010 e 2020                               |
| Santos       | 7       | 2000, 2013, 2014, 2015, 2016, 2017 e 2019                                                       | 3    | 2011, 2018 e 2021                                     |
| São José     | 6       | 1970, 1971, 1993, 2005, 2006 e 2009                                                             | 6    | 1953, 1972, 1997, 2001, 2004 e 2008                   |
| Independente | 5       | 1982, 1983, 1989, 1995 e 2001                                                                   | 8    | 1964, 1965, 1981, 1988, 2002, 2003, 2022 e 2023       |
| Juventus     | 3       | 1964, 1966 e 1967                                                                               | 0    |                                                       |
| Cristal      | 1       | 2008                                                                                            | 3    | 1990, 1995 e 2007                                     |
| Guarany      | 1       | 1977                                                                                            | 2    | 1974 e 1978                                           |
| Oratório     | 1       | 2012                                                                                            | 2    | 2024 e 2025                                           |
| Aliança      | 1       | 1998                                                                                            | 1    | 1999                                                  |
| CEA          | 1       | 1963                                                                                            | 0    |                                                       |
| Cumaú        | 0       |                                                                                                 | 1    | 1944                                                  |
| Mazagão      | 0       |                                                                                                 | 1    | 2000                                                  |
| São Paulo-AP | 0       |                                                                                                 | 1    | 2014                                                  |

### Por cidade
| Cidade  | Títulos                                    |
| ------- | ------------------------------------------ |
| Macapá  | 67 (37 como amador e 30 como profissional) |
| Santana | 13 (10 como amador e 3 como profissional)  |

### Campeões consecutivos

#### Hexacampeonatos
- Macapá: 1 vez (1954–55–56–57–58–59)

#### Pentacampeonatos
- Santos: 1 vez (2013–14–15–16–17)
- Trem: 1 vez (2021–22–23–24-25)

#### Tricampeonatos
- Macapá: 1 vez (1946–47–48)
- Santana: 1 vez (1960–61–62)
- Amapá: 1 vez (1986-87–88)
- Ypiranga: 1 vez (2002–03–04)

#### Bicampeonatos
- São José: 2 vezes (1970–71, 2005–06)
- Amapá: 1 vez (1950–51)
- Juventus: 1 vez (1966–67)
- Macapá: 1 vez (1980–81)
- Independente: 1 vez (1982–83)
- Trem: 1 vez (2010–11)

## Artilheiros
| Artilheiros do Campeonato Amapaense de Futebol | Artilheiros do Campeonato Amapaense de Futebol | Artilheiros do Campeonato Amapaense de Futebol | Artilheiros do Campeonato Amapaense de Futebol |
| Ano                                            | Artilheiro                                     | Clube                                          | Gols                                           |
| ---------------------------------------------- | ---------------------------------------------- | ---------------------------------------------- | ---------------------------------------------- |
| 1964                                           | Enildo                                         | Juventus                                       | 11                                             |
| 1991                                           | Juca                                           | Amapá (Macapá)                                 |                                                |
| 1992                                           | Miranda                                        | Ypiranga (Macapá)                              |                                                |
| 1993                                           | Miranda                                        | São José (Macapá)                              | 15                                             |
| 1994                                           | Castor                                         | Macapá (Macapá)                                | 10                                             |
| 1995                                           | Miranda                                        | Independente (Santana)                         | 10                                             |
| 1996                                           | Não houve                                      | Não houve                                      | Não houve                                      |
| 1997                                           | Demir                                          | São José (Macapá)                              | 6                                              |
| 1998                                           | Delmir                                         | Ypiranga (Macapá)                              | 5                                              |
| 1999                                           | Ademir                                         | Aliança (Santana)                              | 17                                             |
| 2000                                           | Naldinho                                       | São Paulo (Macapá)                             | 5                                              |
| 2001                                           | Sandro                                         | São Paulo (Macapá)                             | 8                                              |
| 2002                                           | Demir                                          | Ypiranga (Macapá)                              | 9                                              |
| 2003                                           | Bugrão                                         | São Paulo (Macapá)                             | 7                                              |
| 2004                                           | Carlos Walber                                  | São José (Macapá)                              | 14                                             |
| 2005                                           | Ewerton                                        | Trem (Macapá)                                  | 7                                              |
| 2006                                           | Max Jari                                       | Cristal (Macapá)                               | 14                                             |
| 2007                                           | Demir                                          | Trem (Macapá)                                  | 12                                             |
| 2008                                           | Joabs                                          | Mazagão (Mazagão)                              | 7                                              |
| 2008                                           | Deco                                           | Santos (Macapá)                                | 7                                              |
| 2009                                           | Ciel                                           | Macapá (Macapá)                                | 9                                              |
| 2010                                           | Rosélio                                        | São Paulo (Macapá)                             | 4                                              |
| 2010                                           | Max Jari                                       | Trem (Macapá)                                  | 4                                              |
| 2010                                           | Tocantins                                      | Trem (Macapá)                                  | 4                                              |
| 2011                                           | Jean Marabaixo                                 | Santos (Macapá)                                | 5                                              |
| 2012                                           | Armando                                        | Independente (Santana)                         | 7                                              |
| 2013                                           | Everton Clay                                   | Santos (Macapá)                                | 8                                              |
| 2014                                           | Hector Vazques                                 | Santos (Macapá)                                | 4                                              |
| 2015                                           | Adriano Miranda                                | Ypiranga (Macapá)                              | 5                                              |
| 2015                                           | Deco                                           | Macapá (Macapá)                                | 5                                              |
| 2016                                           | Everton                                        | São Paulo (Macapá)                             | 8                                              |
| 2017                                           | Wegno                                          | Trem (Macapá)                                  | 3                                              |
| 2017                                           | Luciano                                        | Santos (Macapá)                                | 3                                              |
| 2017                                           | Luquinha                                       | Santos (Macapá)                                | 3                                              |
| 2017                                           | Rafinha                                        | Santos (Macapá)                                | 3                                              |
| 2018                                           | Tony Love                                      | Ypiranga (Macapá)                              | 6                                              |
| 2019                                           | Tony Love                                      | Trem (Macapá)                                  | 7                                              |
| 2020                                           | Luan                                           | Ypiranga (Macapá)                              | 6                                              |
| 2021                                           | Luciano                                        | Santos (Macapá)                                | 7                                              |
| 2022                                           | Thárcio Santos                                 | Trem (Macapá)                                  | 6                                              |
| 2022                                           | Tony Love                                      | Ypiranga (Macapá)                              | 6                                              |
| 2023                                           | Aleílson                                       | Trem (Macapá)                                  | 8                                              |
| 2024                                           | Abuda                                          | Oratório (Macapá)                              | 6                                              |
| 2025                                           | Aleílson                                       | Trem (Macapá)                                  | 6                                              |
| 2025                                           | Tony Love                                      | Cristal (Macapá)                               | 6                                              |